# Раймонди, Гвидо
Гвидо Раймонди (итал. Guido Raimondi; родился 22 октября 1953 года, Неаполь, Италия) — итальянский юрист, судья, Председатель Европейского суда по правам человека (ЕСПЧ) с 1 ноября 2015 года по 4 мая 2019 года.

## Ранние годы
Родился в Неаполе. Учился на юридическом факультете Неаполитанский университет имени Фридриха II (итал. Università degli Studi di Napoli Federico II), где в 1975 году получил степень магистра права.

## Карьера
С 1977 по 1986 год — судья в судах низшей инстанции Италии, где разбираются гражданские и уголовные дела.
С 1986 по 1989 год — работает в юридическом департаменте Министерства иностранных дел (итал. Servizio del Contenzioso diplomatico) Италии.
С 1989 по 1997 год — соагент правительства Италии в Европейском суде по правам человека и Европейской комиссии по правам человека (ЕКЧП).
С 1991 по 1992 год — член Апелляционного совета Западноевропейского союза в Лондоне.
С 1997 по 2002 год — работает в канцелярии Генерального прокурора в Кассационного суда Италии (итал. Corte Suprema di Cassazione). Одновременно с этим (по 2003 год) периодически выполняет обязанности судьи ad hoc по делам, которые рассматриваются в ЕСПЧ.
С 2002 по 2003 год — судья Кассационного суда Италии.
С мая 2003 по февраль 2008 года — заместитель юрисконсульта в Международной организации труда (МОТ) (англ. International Labour Organization, ILO).
С 2008 по 2010 год — юрисконсульт МОТ.

## Европейский суд по правам человека
В январе 2010 Гвидо Раймонди, набрав 107 голосов в Парламентской Ассамблее Совета Европы, был избран судьёй Европейского суда по правам человека от Италии. 5 мая 2010 года он вступил в эту должность. 1 ноября 2012 года был назначен вице-президентом ЕСПЧ, одновременно с этим он становится Председателем секции Суда. 1 ноября 2015 года он избирается на трехлетний срок Председателем Европейского суда по правам человека, сменив на этом посту Дина Шпильманна. 4 мая 2019 года Гвидо Раймодни покидает кресло Председателя Суда, уступая его новому избранному главе ЕСПЧ Линос-Александру Сицилианосу.
После ухода из ЕСПЧ занял должность мирового судьи в Кассационном суде Италии.